# Лон Чејни Млађи
Крејтон Тал Чејни (енгл. Creighton Tull Chaney; 10. фебруар 1906—12. јул 1973), познатији под сценским именом Лон Чејни Млађи (енгл. Lon Chaney Jr.), био је амерички глумац, најпознатији по улогама у хорор филмовима студија Јуниверсал пикчерс. Његова најзначајнија улога је Лари Талбот, главни лик у филму Вукодлак (1941). Чејни је репризирао ову улогу у неколико кросовера са другим чудовиштима студија Јуниверсал пикчерс.
Поред Вукодлака, Чејни је тумачио главне улоге у наставцима других Јуниверсалових хорора, као што су Дракула, Франкенштајн и Мумија. Све до 1935. потписивао се као Крејтон Чејни, када је променио сценско име у Лон Чејни Млађи, по свом оцу Лону Чејнију.
Чејни се женио два пута и из првог брака има два сина. Преминуо је 1973. у Лос Анђелесу.